# Argentat-sur-Dordogne
Argentat-sur-Dordogne este o comună nouă franceză situată în departamentul Corrèze, în regiunea Nouvelle-Aquitaine, creată la 1 ianuarie 2017 prin fuziunea a două foste comune, Argentat și Saint-Bazile-de-la-Roche, care au acum statutul de comune delegate. Orașul este traversat de râul Dordogne, iar reședința sa se află la Argentat.

## Geografie

### Localizare
Situată în Masivul Central, la confluența râului Maronne cu Dordogne, localitatea se află la extremitatea sudică a falii de la Argentat. La est, comuna este mărginită de râul Doustre, iar la vest este străbătută de Souvigne.
Orașul Argentat se află la granița a trei regiuni: Limousin, Auvergne și Quercy⁠(d), pe cursul râului Dordogne, după ce acesta a străbătut chei adânci și impetuoase. Argentat se află în partea vestică a regiunii Xaintrie, o mică zonă a Bas-Limousinului.
Această poziționare geografică explică importanța orașului: pe de o parte, trecerea râului Dordogne, iar pe de altă parte, un port fluvial important cu trafic spre Bergerac și Libourne.

### Comune limitrofe
Comunele învecinate sunt: Champagnac-la-Prune, Hautefage, La Chapelle-Saint-Géraud, Monceaux-sur-Dordogne, Neuville, Saint-Bonnet-Elvert, Saint-Chamant, Saint-Martial-Entraygues și Saint-Martin-la-Méanne.

### Climă
Din punct de vedere istoric, comuna este expusă unui climat montan. În 2020, Météo-France a publicat o tipologie a climei din Franța metropolitană, conform căreia comuna este expusă unui climat oceanic alterat și se află în regiunea climatică de Vest și nord-vest a Masivului Central. Această regiune se caracterizează printr-o pluviometrie anuală cuprinsă între 900 și 1 500 mm, cu maxime înregistrate toamna și iarna.
Pentru perioada 1971-2000, temperatura medie anuală este de 12,8 °C, cu o amplitudine termică anuală de 15,7 °C. Cantitatea medie anuală de precipitații este de 1114 mm, cu 12,5 zile de precipitații în ianuarie și 7,4 zile în iulie. Pentru perioada 1991-2020, temperatura medie anuală observată la stația meteorologică situată în comună este de 12,7 °C, iar cantitatea medie anuală de precipitații este de 1145,5 mm.
Pentru viitor, parametrii climatici estimati pentru comună, pentru anul 2050, conform diferitelor scenarii de emisii de gaze cu efect de seră, pot fi consultati pe un site dedicat publicat de Météo-France în noiembrie 2022.
| Lună                              | jan.        | feb.        | mar.        | apr.        | mai         | iun.        | iul.        | aug.        | sep.        | oct.        | nov.        | dec.        | Anual  |
| --------------------------------- | ----------- | ----------- | ----------- | ----------- | ----------- | ----------- | ----------- | ----------- | ----------- | ----------- | ----------- | ----------- | ------ |
| Temperatura minimă medie (°C)     | 0,4         | −0,1        | 1,9         | 4,6         | 8,3         | 11,8        | 13,2        | 13          | 9,6         | 7,8         | 3,6         | 0,7         | 6,2    |
| Temperatura medie (°C)            | 5,1         | 5,8         | 8,8         | 11,6        | 15,2        | 19          | 20,8        | 20,8        | 17,2        | 13,9        | 8,6         | 5,4         | 12,7   |
| Temperatura maximă medie (°C)     | 9,8         | 11,6        | 15,7        | 18,7        | 22,1        | 26,3        | 28,4        | 28,5        | 24,8        | 20,1        | 13,5        | 10,1        | 19,1   |
| Record de temperatură minimă (°C) | −11,9       | −15,2       | −13,2       | −6,2        | −1,8        | 0,6         | 4,5         | 2,5         | −0,6        | −6,5        | −10,8       | −14,8       | −15,2  |
| Dată record minim                 | 13.01. 2003 | 06.02. 2012 | 01.03. 2005 | 04.04. 1996 | 06.05. 2019 | 01.06. 2006 | 15.07. 2016 | 31.08. 1995 | 14.09. 1996 | 30.10. 1997 | 24.11. 1998 | 19.12. 2009 | 2012   |
| Record de temperatură maximă (°C) | 19,2        | 25,8        | 28,7        | 31,5        | 34,1        | 40,7        | 41,8        | 41,6        | 37,7        | 33,5        | 27          | 19          | 41,8   |
| Dată record maxim                 | 01.01. 2023 | 27.02. 2019 | 19.03. 2005 | 29.04. 2005 | 21.05. 2022 | 27.06. 2019 | 23.07. 2019 | 04.08. 2003 | 12.09. 2022 | 01.10. 2023 | 08.11. 2015 | 17.12. 2019 | 2019   |
| Precipitații (mm)                 | 103,6       | 86,8        | 86,8        | 107,8       | 102,7       | 88,5        | 74,3        | 73,7        | 85,2        | 101,3       | 118,5       | 116,3       | 1145,5 |

## Urbanism

### Tipologie
La 1 ianuarie 2024, Argentat-sur-Dordogne este clasificată drept târg rural, conform noii grile comunale de densitate în 7 niveluri definită de INSEE (Institutul Național de Statistică și Studii Economice) în 2022. Ea aparține unității urbane Argentat-sur-Dordogne, o unitate urbană monocomunală care constituie un oraș izolat. În plus, comuna face parte din aria metropolitană a orașului Argentat-sur-Dordogne, al cărei centru este. Această zonă, care reunește 12 comune, este clasificată în categoria zonelor cu mai puțin de 50.000 de locuitori.

## Toponimie
Numele său a inspirat direct denumirea orașului Argenta – situat în regiunea Kanto – din primele jocuri ale seriei Pokémon.
În dialectul limousin, numele său este Argentat-sus-Dordonha în grafia clasică și Argentat-sus-Dordogno în grafia mistraliană.

## Istorie

### Protoistorie
Încă din epoca galică, un oppidum situat pe o înălțime din apropiere, Puy-du-Tour, controla vadul unei căi protoistorice ce lega Armorica⁠(d) de Marea Mediterană.

### Antichitate
După cucerirea romană, în câmpie se stabilește villa gallo-romană de la Longour, o proprietate orientată spre agricultură, situată aproape de râul Dordogne.

### Evul Mediu

#### Perioada merovingiană
În perioada merovingiană, funcționa un atelier monetar care facilita schimburile comerciale.

#### Perioada carolingiană
Sub carolingieni, Argentat este sediul unei vicarii, o circumscripție teritorială în care, sub autoritatea contelui, un vicar administrează justiția.
Încă din secolul al X-lea, Argentat este cunoscut ca priorat și parohie într-un oraș fortificat. Orașul se află sub autoritatea unui senior religios, priorul de Carennac, și a unui senior laic, vicontele de Turenne.

#### Evul Mediu clasic

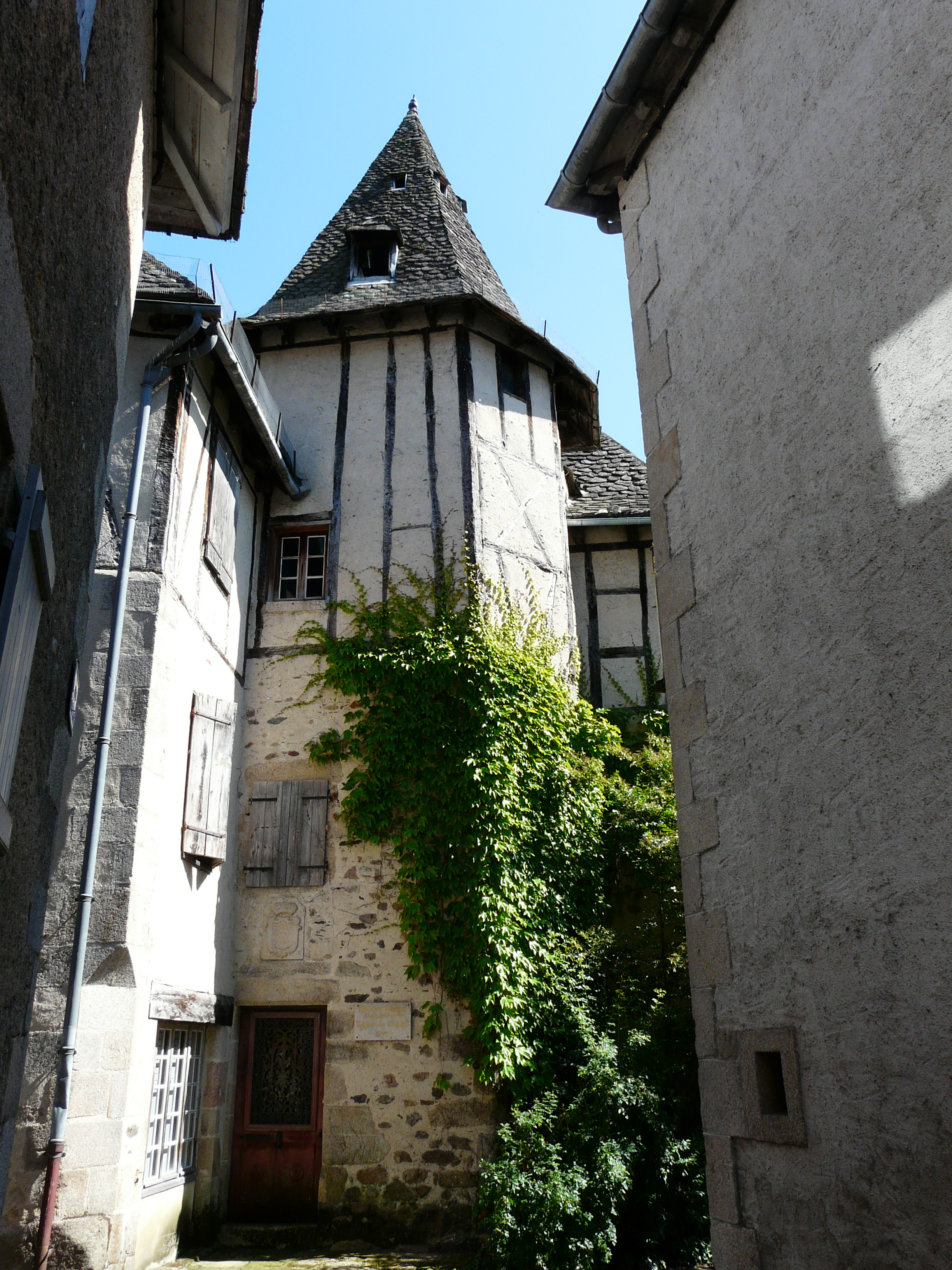
Conacul din Eyrial.

Zgârcit cu privilegiile sale, vicontatul nu acordă nicio chartă de libertăți, iar comunitatea locală trebuie să se mulțumească, până în 1615, cu simpli sindici parohiali pentru administrare. Totuși, familia Turenne a acordat orașului încă din 1263 un târg important în ziua Sfântului Andrei, considerat cea mai veche bâlci din Bas-Limousin.

### Epoca modernă
Argentat a luat partea hughenoților, ceea ce a generat o situație extrem de tulbure timp de o jumătate de secol.
În secolul al XVII-lea, odată cu Contrareforma și stabilirea succesivă a călugărilor recollecti și a clariselor în jurul anului 1633, apoi a ursulinelor în 1637, conflictele se sting treptat. La anexarea vicontatului de către Coroană (1738), Argentat devine sediul unei subdelegații a intendenței din Limoges.

### Epoca contemporană
Orașul a cunoscut o dezvoltare economică importantă în secolele al XVIII-lea și al XIX-lea datorită navigației fluviale realizate cu ajutorul gabarelor, denumite local courpet, care a permis transportul de bunuri (în principal lemn sub formă de doage de stejar pentru butoaie și araci pentru viță-de-vie) spre regiunea Bordeaux. Această activitate a intrat în declin la sfârșitul secolului al XIX-lea, în urma epidemiilor de filoxeră care au devastat viile și a inaugurării liniei feroviare PO-Corrèze între Tulle și Argentat în 1904 (linie care a funcționat până în 1970).
La începutul secolului al XX-lea, activitatea de extracție a atins un vârf, odată cu exploatarea unor mine de cărbune, care au fost închise în anii 1930.
Comuna s-a născut la 1 ianuarie 2017 prin fuziunea celor două comune Argentat și Saint-Bazile-de-la-Roche, care au primit atunci statutul de comune delegate.

## Populația și societatea

### Date demografice
Evoluția numărului de locuitori este cunoscută prin recensămintele populației efectuate în comună încă de la înființarea sa.
În 2022, comuna număra 2 857 locuitori.
| An        | 2017  | 2018  | 2019  | 2020  | 2021  | 2022  |
| --------- | ----- | ----- | ----- | ----- | ----- | ----- |
| Populație | 3 016 | 2 956 | 2 896 | 2 887 | 2 869 | 2 857 |

## Cultură locală și patrimoniu

### Locuri și monumente
- Casa Patrimoniului

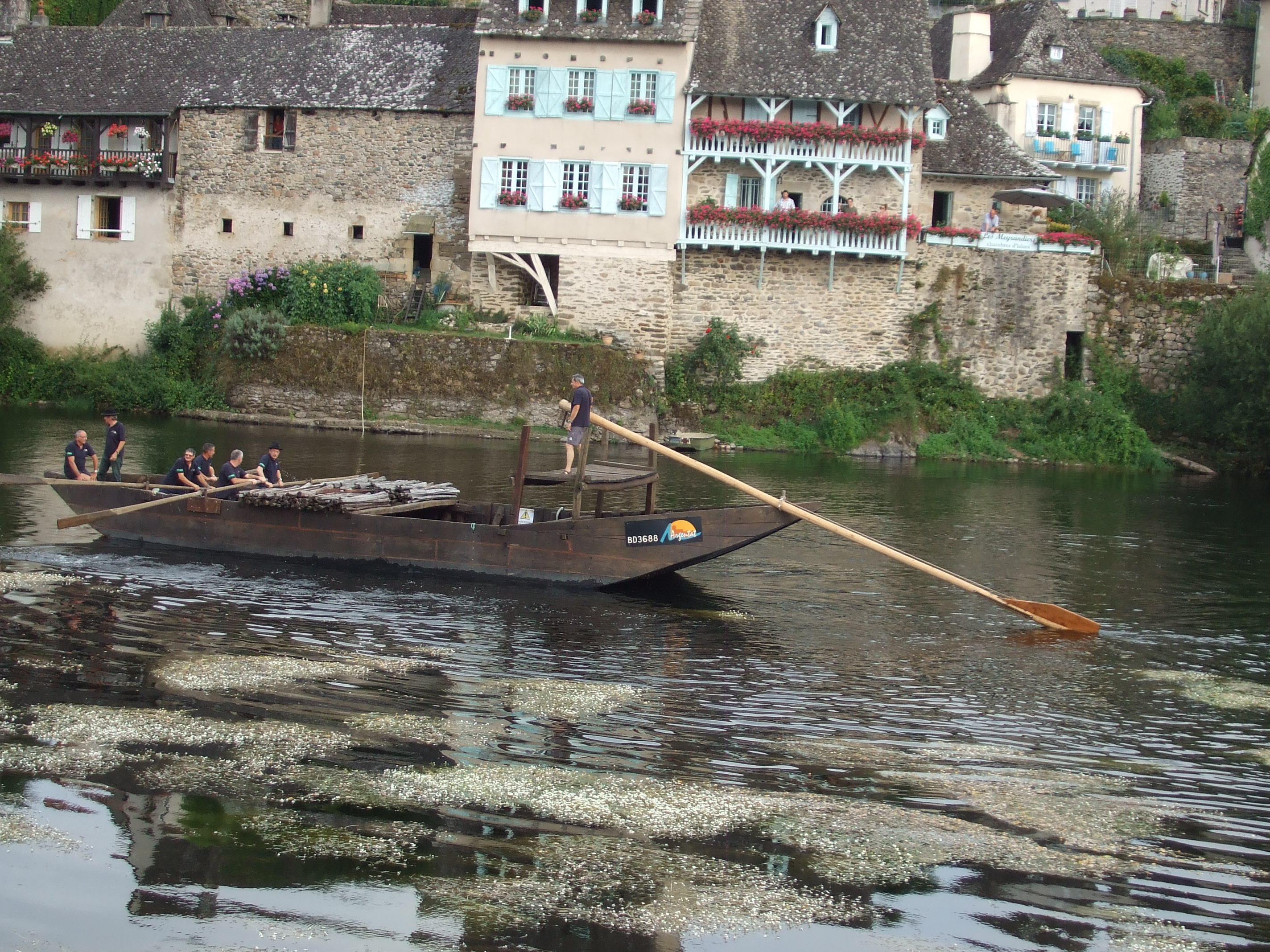
Gabarra din Argentat

- Biserica Saint-Pierre, construită între 1875 și 1879, integrând un turn-clopotniță ridicat încă din 1847. Biserica adăpostește un mobilier de calitate: patru altare secundare (pe lângă altarul principal: altarul Pietății în dreapta corului, al Inimii lui Isus în stânga și al Sfântului Iosif lângă intrare), amvon și confesional lucrate cu măiestrie în lemn sculptat, vitralii.
- Mănăstirea Recollecților, fondată la începutul secolului al XVII-lea
- Crucea gabariștilor
- Cheiul Lestourgie, pavat în secolul al XIX-lea, cu o alee de promenadă frumoasă, pe malul drept al Dordognei
- Mănăstirea Clariselor, la nr. 7 de pe strada Clarisses
- Hotelul de Turenne, cunoscut ca „Raymondie”, la nr. 13 de pe strada Clarisses
- Capela construită la sfârșitul secolului al XIX-lea, pe strada Clarisses
- Strada Porte-Basse
- Casa natală a generalului Delmas și bustul său (1906), realizat de Eugène-Jean Boverie
- Casa Filliol (secolul al XVI-lea), fost han poștal
- Conacul din Eyrial (1457)[26]
- Castelul Neuville, cunoscut și sub numele de castel Fénelon
- Castelul du Bac: fațadă din secolul al XVIII-lea, porumbar din secolul al XVI-lea
- La Chapelle-aux-Plats, fostă parohie comasată cu comuna Argentat. Castelul ei a aparținut unei ramuri a familiei de Pestels
- Barajul din Argentat[27] și castelul du Gibanel, fost fief al familiei contelui de Combarel[28]
- Podul peste râul Maronne

### Personalități
- Mireille⁠(d) (1906–1996), cântăreață și actriță, a locuit la Argentat împreună cu soțul ei, Emmanuel Berl.
- René Teulade⁠(d) (1931–2014), om politic. Senator și primar al orașului Argentat, fost ministru al Afacerilor Sociale și al Integrării.